# Supercopa d'Europa de futbol 2001
La Supercopa d'Europa de futbol 2001 va ser un partit de futbol entre l'equip alemany Bayern de Múnic i l'equip anglès Liverpool disputat el 24 d'agost del 2001 a l'Estadi Lluís II. La Supercopa d'Europa de la UEFA és disputada any rere any entre els guanyadors de la Lliga de Campions de la UEFA i Lliga Europa de la UEFA. El Bayern participava en la Supercopa per tercer cop, les seves dues participacions anteriors foren el 1975 i el 1976 i van acabar en derrota. El Liverpool, per la seva banda, participava en la seva quarta Supercopa, van guanyar la competició el 1977, i la van perdre dues vegades, el 1978 i el 1984.
Els equips s'havien classificat per la competició com a guanyadors de les dues competicions europees de la temporada. Ambdós equips, Bayern i Liverpool, havien batut equips espanyols en les finals de les competicions corresponents. El Bayern va guanyar la Lliga de Campions de la UEFA 2000-01, derrotant el València 5–4 en una tanda de penals després que el partit acabés 1–1. El Liverpool va guanyar la Copa de la UEFA 2000-01, després de vèncer l'Alavés 5–4.
Mirat per una multitud de 13,824, el Liverpool va agafar l'avantatge en la primera meitat quan John Arne Riise va marcar. El Liverpool va estendre el seu avantatge abans de la mitja part quan Emile Heskey va marcar. Michael Owen va marcar pel Liverpool immediatament després de l'inici de la segona meitat i es van posar en un 3–0 a favor. Hasan Salihamidžić i Carsten Jancker van marcar en la segona meitat, però el Liverpool va aguantar fins al final del partit per guanyar 3–2, la seva segona victòria en una Supercopa.

## Partit

### Avantmatx

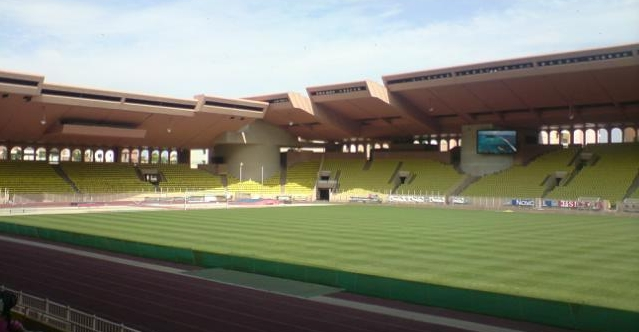
L'Estadi Lluís II, que va ser el local per la Supercopa d'Europa de 1998 a 2012

El Bayern Múnic es va classificar per la Supercopa com a campions de la Lliga de Campions de la UEFA. Havien guanyat la Lliga de Campions de la UEFA 2000-01 després de batre el València 5–4 en un tanda de penals després que el partit acabés 1–1. Aquesta significaria la tercera participació en la Supercopa pel Bayern. Les seves dues participacions anteriors el 1975 i 1976 contra Dynamo Kiev i RSC Anderlecht respectivament van acabar ambdues en derrota.
El Liverpool s'havia classificat per la Supercopa arran de guanyar la Copa de la UEFA 2000-01 després de vèncer l'Alavés 5–4 fet que significava la seva tercera Copa de la UEFA. El Liverpool apareixia en la seva quarta Supercopa. Anteriorment havien guanyat la competició el 1977 després de batre l'Hamburg. Les dues altres aparicions foren el 1978 i el 1984 i les dues van acabar en derrota pel conjunt anglès davant de l'RSC Anderlecht i la Juventus FC respectivament.
Els dos equips ja havien disputat alguns partits, el Bayern ja havia jugat quatre partits en la Lliga alemanya de futbol 2001-02 i anava cinquè. Havien guanyat dos partits, empatat un i perdut un. El Liverpool havia jugat dues rondes en la tercera ronda de classificació per la Lliga de Campions de la UEFA 2001-02. Van batre el FC Haka 9–1 en el resultat agregat. Com a guanyadors de la FA Cup 2000-01, El Liverpool va fer front al Manchester United FC en la FA Charity Shield 2001, la qual van guanyar 2–1. El Liverpool havia disputat també un partit en la Premier League 2001-02; van guanyar 2–1 al West Ham FC.
Bayern i Liverpool van tenir problemes per lesions abans de començar el partit. Quatre membres de l'equip del Bayern que havien guanyat la Lliga de Campions faltaven per lesió. Mehmet Scholl, Stefan Effenberg, Paulo Sérgio i Jens Jeremies eren completament inutilitzables pel costat alemany. El Liverpool estava sense Patrik Berger després d'haver experimentat una cirurgia en el seu genoll. Malgrat resultar ferit en els partits anteriors del Liverpool, s'esperava que Steven Gerrard participés.

### Resum
El Bayern va sacar, però el Liverpool va tenir la primera ocasió del partit. Michael Owen va enviar la pilota a l'àrea de penal des del costat dret cap a Emile Heskey, el tir del qual va ser rebutjat cap a córner. El Bayern va respondre immediatament, tot i que el tir d'Owen Hargreaves va anar per sobre de la porteria del Liverpool. Nou minuts després de l'inici del partit, el Liverpool va disposar d'un tir lliure a favor, després d'una falta de Robert Kovač a Owen. El tir lliure llançat per Gary McAllister va ser rematat per Markus Babbel, però va sortir per sobre de la porteria del Bayern. Amb més faltes que començaven a ocórrer, la primera targeta es va mostrar en el minut 14. El migcampista del Liverpool Dietmar Hamann va ser amonestat amb una targeta groga després d'empènyer Hasan Salihamidžić per darrere. El Bayern començava a controlar el partit a mig camí a través de la primera meitat, tanmateix va ser el Liverpool qui va marcar el primer gol del partit. El defensa del Liverpool John Arne Riise li va pendre la pilota a Hargreaves, McAllister va agafar el control d'aquesta i se la va passar Steven Gerrard. La passada de Gerrard a Owen va significar que tenia espai en tota la part dreta del terreny de joc, Owen va centrar ras a l'àrea de penal, que no va poder ser rematat per Heksey, però que va trobar Riise que va marcar per donar al Liverpool l'avantatge.

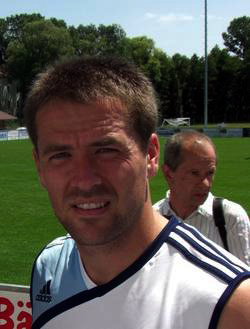
Michael Owen va marcar el tercer gol del Liverpool.

El Bayern va anar immediatament a l'atac després del gol del Liverpool. Una falta comesa al defensa del Bayern Bixente Lizarazu per Gerrard va resultar en un tir lliure pel Bayern. El llançament de falta realitzat per Ciriaco Sforza va ser rematat a la porteria del Liverpool per Pablo Thiam. El Liverpool es va reagrupar i el seu següent atac gairebé acaba en un altre gol. La passada de Heskey a Owen el va lliurar de la defensa del Bayern i es va quedar en un contra un amb Oliver Kahn. Owen va intentar aixecar la pilota per sobre de Kahn, però el porter del Bayern va ser capaç d'aturar el xut. Immediatament després el Bayern era en l'atac. El defensa del Bayern Willy Sagnol va superar a Riise i va enviar la pilota a l'àrea, la passada va ser rematada per Giovane Élber, però va sortir molt per damunt de la porteria del Liverpool. Amb el primer temps arribant a la seva fí, el Liverpool va tenir una altra ocasió. Hamann va passar la pilota a Heskey a la vora de l'àrea del Bayern, seguidament Heskey va superar els defenses del Bayern Thomas Linke i Kovač, i va disparar baix per batre a Kahn i posar al Liverpool per capdavant al marcador amb un 2–0 d'avantatge.
El Liverpool va sacar a la segona meitat, i en 13 segons van aconseguir marcar per posar el partit en 3–0. El defensa del Liverpool Jamie Carragher va enviar la pilota al camp del Bayern, el defensa Thiam no va poder desviar la pilota, cosa que va fer que anés a parar a Owen, qui la va controlar amb el seu peu dret i llavors va fer gol amb el seu peu esquerre. El Bayern va reduir la diferència en el marcador quan en el minut 57 Salihamidžić va marcar. Va rematar la pilota a la porteria del Liverpool amb el primer córner del Bayern del partit per reduir la distància a dos gols. Avançada la segona meitat, els equips van fer substitucions. El Bayern va substituir Sforza, Claudio Pizarro i Salihamidžić per Niko Kovač, Carsten Jancker i Roque Santa Cruz respectivament. El Liverpool va substituir Gerrard i Riise per Igor Bišćun i Danny Murphy respectivament. El Liverpool va començar a passar-se la pilota pel seu camp en un intent de malgastar temps, tanmateix en el minut 82 el Bayern va marcar un altre cop. El jugador que havia entrat a la segona meitat Jancker va rematar a la porteria del Liverpool després d'una passada d'Elber. Immediatament després el Bayern va tenir una oportunitat d'igualar el partit, tanmateix el tir de Lizarazu va anar directament a mans del porter del Liverpool Sander Westerveld. No es va marcar cap altre gol i l'àrbitre va donar per acabat el partit amb un resultat final de 3–2 a favor del Liverpool.

### Detalls
| Bayern de Múnic                | 2–3    | Liverpool FC                      |
| ------------------------------ | ------ | --------------------------------- |
| Salihamidžić 57' · Jancker 82' | Report | Riise 23' · Heskey 45' · Owen 46' |

| Bayern de Múnic | Liverpool |

| PO              | 1  | Oliver Kahn (c)    |     |
| DEF             | 2  | Willy Sagnol       |     |
| DEF             | 6  | Pablo Thiam        |     |
| DEF             | 12 | Robert Kovač       |     |
| DEF             | 25 | Thomas Linke       |     |
| DEF             | 3  | Bixente Lizarazu   |     |
| MC              | 10 | Ciriaco Sforza     | 66' |
| MC              | 20 | Hasan Salihamidžić | 72' |
| MC              | 23 | Owen Hargreaves    |     |
| DV              | 9  | Giovane Élber      |     |
| DV              | 14 | Claudio Pizarro    | 66' |
| Substituts:     |    |                    |     |
| PO              | 22 | Bernd Dreher       |     |
| DEF             | 4  | Samuel Kuffour     |     |
| MC              | 8  | Niko Kovač         | 66' |
| MC              | 17 | Thorsten Fink      |     |
| DV              | 19 | Carsten Jancker    | 66' |
| DV              | 21 | Alexander Zickler  |     |
| DV              | 24 | Roque Santa Cruz   | 72' |
| Entrenador:     |    |                    |     |
| Ottmar Hitzfeld |    |                    |     |

| PO              | 1  | Sander Westerveld |     |
| DEF             | 6  | Markus Babbel     |     |
| DEF             | 2  | Stéphane Henchoz  |     |
| DEF             | 4  | Sami Hyypiä (c)   |     |
| DEF             | 23 | Jamie Carragher   |     |
| MC              | 17 | Steven Gerrard    | 66' |
| MC              | 21 | Gary McAllister   |     |
| MC              | 16 | Dietmar Hamann    | 14' |
| MC              | 18 | John Arne Riise   | 70' |
| DV              | 8  | Emile Heskey      |     |
| DV              | 10 | Michael Owen      | 83' |
| Substituts:     |    |                   |     |
| PO              | 19 | Pegguy Arphexad   |     |
| DEF             | 27 | Grégory Vignal    |     |
| MC              | 11 | Jamie Redknapp    |     |
| MC              | 13 | Danny Murphy      | 70' |
| MC              | 25 | Igor Bišćun       | 66' |
| DV              | 9  | Robbie Fowler     | 83' |
| DV              | 37 | Jari Litmanen     |     |
| Entrenador:     |    |                   |     |
| Gérard Houllier |    |                   |     |

| Home del Partit: Michael Owen (Liverpool) Àrbitres d'ajudant: Carlos Manuel Ferreira Matos (Portugal) Cardenal de Silva de Manuel de Jose (Portugal) Quart oficial: Antonio Manuel Almeida Costa (Portugal) | Regles del partit - 90 minuts - 30 minuts de pròrroga si cal - Tanda de penals si persisteix l'empat - Set substituts a la banqueta - Màxim de tres substitucions |

| Supercopa d'Europa 2001  |
| ------------------------ |
| Anglaterra               |
| Liverpool FC Segon títol |

## Post-partit
La victòria del Liverpool va significar que havien guanyat cinc competicions en cinc mesos, després de guanyar la FA Cup, la Copa de la Lliga i la Copa de la UEFA durant la temporada 2000–01. També havien guanyat el FA Charity Shield a l'inici de la temporada actual. L'entrenador Gérard Houllier va felicitar els seus jugadors per les seves consecucions: "haig de felicitar els jugadors pel que han aconseguit en aquests sis mesos. Sabem que no som perfectes i continuarem millorant. Però l'equip ha mostrat que posseeixen la mentalitat guanyadora, i això és el què hem intentat desenvolupar." L'home del partit Owen va rebre un xec de 10,000£ dels patrocinadors del partit Carlsberg perquè fossin donats a caritat, poden triar ell a qui ho volia donar.
La derrota del Bayern en la Supercopa va estendre la ratxa negativa dels clubs alemanys en la competició; aquesta significava la setena vegada que un club alemany hi participava i també la setena vegada que la perdia. L'entrenador Ottmar Hitzfeld va admetre que el seu equip necessitava temps per coordinar la seva defensa: "ens va portar temps aconseguir estar al màxim nivell i organitzar-nos. I quan ets massa lent quan jugues amb un equip com el Liverpool, llavors esperes ser castigat." Hitzfled va ser crític amb els seus jugadors declarant que "les errades individuals ens van costar el partit." També va elogiar l'home del partit Michael Owen declarant que el Bayern "no va poder afrontar la seva amenaça."